# Gasthaus Schwanenbräu (Wertingen)

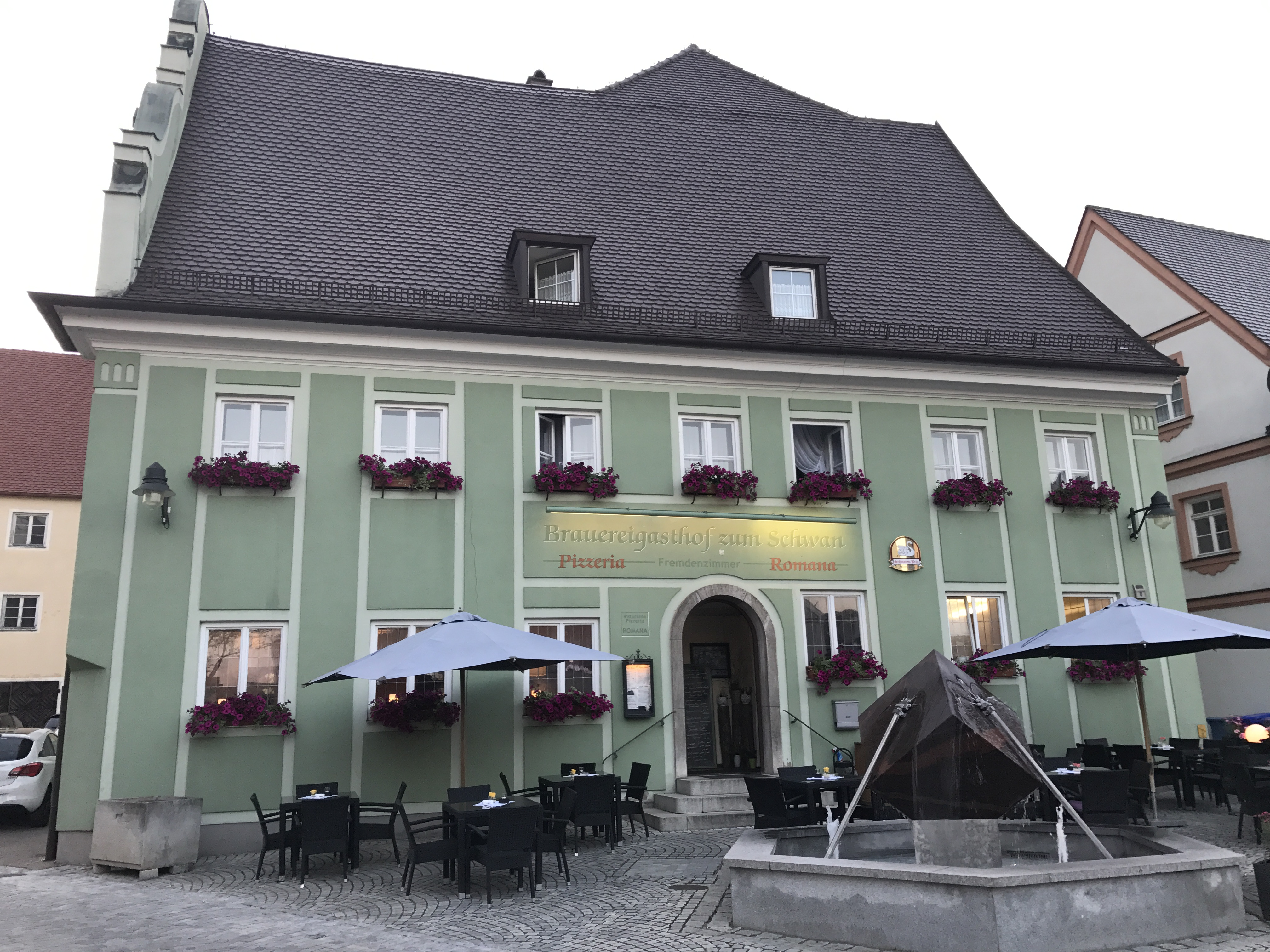
Gasthaus Schwanenbräu in Wertingen

Das Gasthaus Schwanenbräu in Wertingen, einer Gemeinde im schwäbischen Landkreis Dillingen an der Donau in Bayern, wurde im späten 18. Jahrhundert errichtet. Das Gasthaus an der Hauptstraße 8 steht auf der Liste der geschützten Baudenkmäler in Bayern.
Der zweigeschossige Traufseitbau mit Schweifgiebel zum Hof besitzt sieben zu vier Fensterachsen. Das Rundbogenportal ist über eine dreistufige Treppe zu erreichen.